# 福知山温泉
福知山温泉（ふくちやまおんせん）は、京都府福知山市にある温泉。

## 泉質
- ナトリウム-カルシウム・塩化物泉（養老の湯、ホテルロイヤルヒル福知山&スパ）
  - 泉温　31.3℃
- ナトリウム-カルシウム・塩化物冷鉱泉（ニコニコプラザ）
  - 泉温　17℃

## 温泉地
福知山市街地に温泉地が点在するが、源泉はそれぞれ異なる。市街地郊外の福知山温泉と福知山駅周辺のニコニコ温泉に分かれる。
温泉施設は「養老の湯」（福知山温泉）、「ホテルロイヤルヒル福知山&スパ」（福知山温泉）、「ニコニコプラザ」（ニコニコ温泉）が存在する。
「養老の湯」と「ホテルロイヤルヒル福知山&スパ」は2キロ程の距離にある。宿泊施設でも日帰り入浴可能。
ホテル内の檜露天風呂は北近畿随一とも言われる。

## 歴史
福知山藩主朽木綱貞が「養老水」と名づけた湧き水の地に掘削された温泉。疲労回復や冷え性、火傷などの効用があるとされるが、飲用は不可能である。
「養老の湯」創業は2003年。
「ホテルロイヤルヒル福知山&スパ」の前身は、「福知山ロイヤルホテル」である。創業は1987年〜1989年頃だが、一時的に廃業した時期があった。その後、2003年に現在のホテルがリニューアルオープンされた。

## アクセス
JR山陰本線・福知山線福知山駅より、徒歩10分（ニコニコ温泉）又は車で10分〜15分。（福知山温泉）
舞鶴若狭自動車道福知山ICより、福知山市街地方面へ車で10分。